# تیم هاچینسون
تیم هاچینسون (به انگلیسی: Tim Hutchinson) سناتور سابق عضو حزب جمهوری‌خواه ایالات متحده آمریکا بود. وی در سال ۱۹۹۷ تا ۲۰۰۳ میلادی سناتور ایالت آرکانزاس در سنای ایالات متحده آمریکا بود.